# محمد نصرتی
محمد نصرتی (زادهٔ ۲۱ دی ۱۳۶۰ در کرج) بازیکن سابق و مربی فوتبال ایرانی است.
وی سابقه بازی در باشگاه‌های ابومسلم خراسان، پاس تهران، پرسپولیس، النصر امارات، تراکتورسازی تبریز؛ پیکان تهران، گسترش فولاد، ماشین‌سازی و نفت تهران را دارد.
گل او مقابل بحرین زمینه‌ساز پیروزی ۱–۰ و راه‌یابی ایران به جام جهانی فوتبال شد. در جام جهانی ۲۰۰۶ نیز در ترکیب تیم ملی فوتبال ایران قرار داشت.

## محرومیت
در هفته دوازدهم فصل۱۳۹۱–۱۳۹۰ و پس از گلزنی پرسپولیس تهران به داماش گیلان محمد نصرتی به همراه شیث رضایی مرتکب حرکت غیراخلاقی شدند که حواشی زیادی برای او داشت و منجر به محرومیت او شد. علی پروین، ضمن انتقاد از فدراسیون فوتبال ایران و سازمان لیگ، از جنجال‌های رسانه‌ای در مورد این مسئله انتقاد کرد. وی با نامناسب دانستن رفتار این دو بازیکن معتقد بود که نباید با شیث رضایی و محمد نصرتی به گونه‌ای برخورد شود که آن‌ها به سرنوشت علی اکبریان دچار شوند. رویانیان مدیر عامل باشگاه باشگاه فوتبال پرسپولیس نیز از مخالفان جنجال رسانه‌ای دربارهٔ این اتفاق بود.
پس از این اتفاق، بازیکنان تیم ملی ایران با نوشتن نامه‌ای به غیرعمد بودن کار نصرتی تأکید کردند و خواستار عدم جنجال‌آفرینی‌ها دربارهٔ این اتفاق شدند.
کمیته انضباطی بروز این شوخی را ناشی از مسامحه مسئولان باشگاه فرهنگی پرسپولیس دانسته و این باشگاه را به پرداخت ۲۰۰ میلیون ریال جریمه نقدی محکوم کرد. همچنین در نهایت محمد نصرتی به ۴ ماه محرومیت از فعالیت ورزشی محکوم شد.

## دوران ملی

### تیم ملی فوتبال ایران
نصرتی نخستین بازی خود را در سال ۲۰۰۲ در بازی ایران مقابل اردن انجام داد و برای مدت زیادی به‌عنوان یک مدافع ثابت در تیم ملی فوتبال ایران شناخته می‌شد؛ همچنین او با تیم ملی فوتبال ایران توانست افتخارات متعددی بدست آورد.
گل او مقابل بحرین در مقدماتی جام جهانی ۲۰۰۶ در ورزشگاه آزادی تهران سبب صعود تیم ملی فوتبال ایران به جام جهانی ۲۰۰۶ آلمان شد.

## آمار ملی

### بازی‌های ملی
| ایران | ایران | ایران |
| سال   | بازی  | گل    |
| ----- | ----- | ----- |
| ۲۰۰۲  | ۵     | ۰     |
| ۲۰۰۳  | ۱۲    | ۰     |
| ۲۰۰۴  | ۱۳    | ۲     |
| ۲۰۰۵  | ۱۰    | ۱     |
| ۲۰۰۶  | ۱۳    | ۱     |
| ۲۰۰۷  | ۳     | ۰     |
| ۲۰۰۹  | ۱۰    | ۰     |
| ۲۰۱۰  | ۷     | ۱     |
| ۲۰۱۱  | ۵     | ۰     |
| ۲۰۱۲  | ۱     | ۰     |
| ۲۰۱۳  | ۲     | ۰     |
| مجموع | ۸۱    | ۵     |

### گل‌های ملی
| شماره | تاریخ          | میزبان   | بازی ملی | حریف     | نتیجه | رقابت                        |
| ----- | -------------- | -------- | -------- | -------- | ----- | ---------------------------- |
| ۱     | ۲۱ ژوئن ۲۰۰۴   | تهران    | ۲۰       | سوریه    | ۷–۱   | غرب آسیا ۲۰۰۴                |
| ۲     | ۲۴ ژوئیه ۲۰۰۴  | چونگ‌چینگ | ۲۴       | عمان     | ۲–۲   | جام ملت‌های آسیا ۲۰۰۴         |
| ۳     | ۸ ژوئن ۲۰۰۵    | تهران    | ۳۵       | بحرین    | ۱–۰   | مقدماتی جام جهانی ۲۰۰۶       |
| ۴     | ۶ سپتامبر ۲۰۰۶ | دمشق     | ۴۸       | سوریه    | ۲–۰   | مقدماتی جام ملت‌های آسیا ۲۰۰۷ |
| ۵     | ۱۱ اوت ۲۰۱۰    | ایروان   | ۶۶       | ارمنستان | ۳–۱   | دوستانه                      |

## افتخارات

### باشگاهی
- لیگ برتر فوتبال ایران قهرمان: ۲
  - ۰۴/۲۰۰۳ با پاس تهران
  - ۰۸/۲۰۰۷ با پرسپولیس
- نایب قهرمان: ۳
  - ۰۳/۲۰۰۲ با پاس تهران
  - ۰۶/۲۰۰۵ با پاس تهران
  - لیگ برتر فوتبال ایران ۹۲–۱۳۹۱ به همراه باشگاه تراکتور تبریز
- قهرمانی جام حذفی فوتبال ایران ۹۳–۹۲ به همراه تیم فوتبال باشگاه فوتبال تراکتور تبریز

### ملی
- جام بین قاره‌ای: ۱
  - ۲۰۰۳، ایران
- بازی‌های آسیایی: ۱
  - ۲۰۰۲، ایران
- قهرمانی فوتبال غرب آسیا:
- قهرمان: ۱
  - ۲۰۰۴
- مقام سوم: ۱
  - ۲۰۰۲
- جام ملت‌های آسیا
- مقام سوم: ۱
  - ۲۰۰۴